# غطاء جليدي قطبي

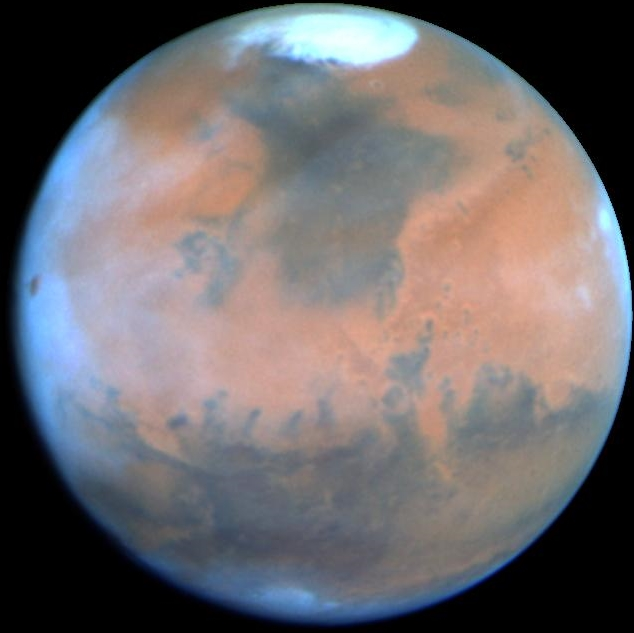
غطاء جليدي قطبي على كوكب المريخ بصورة ملتقطة من مرصد هابل الفضائي.

الغطاء الجليدي القطبي  (أو الغطاء القطبي) هو منطقة ذات قيمة عرض جغرافي مرتفع، أي أنها تقع في أضيق دائرة عرض بالنسبة للأرض أو أي لكوكب أو قمر طبيعي والتي تكون مغطاة بالجليد.
تغطى المناطق القطبية لكوكب الأرض بغطاء مكون بشكل رئيسي من الجليد (ماء متجمد)، في حين أنها في كوكب المريخ مثلاً تكون من الثلج الجاف (الحالة الصلبة من ثنائي أكسيد الكربون).
تكون المناطق القطبية عادة منخفضة درجة الحرارة بسبب عدم تعرضها لطاقة كافية من إشعاع الشمس، وذلك بالمقارنة مع المناطق الاستوائية.

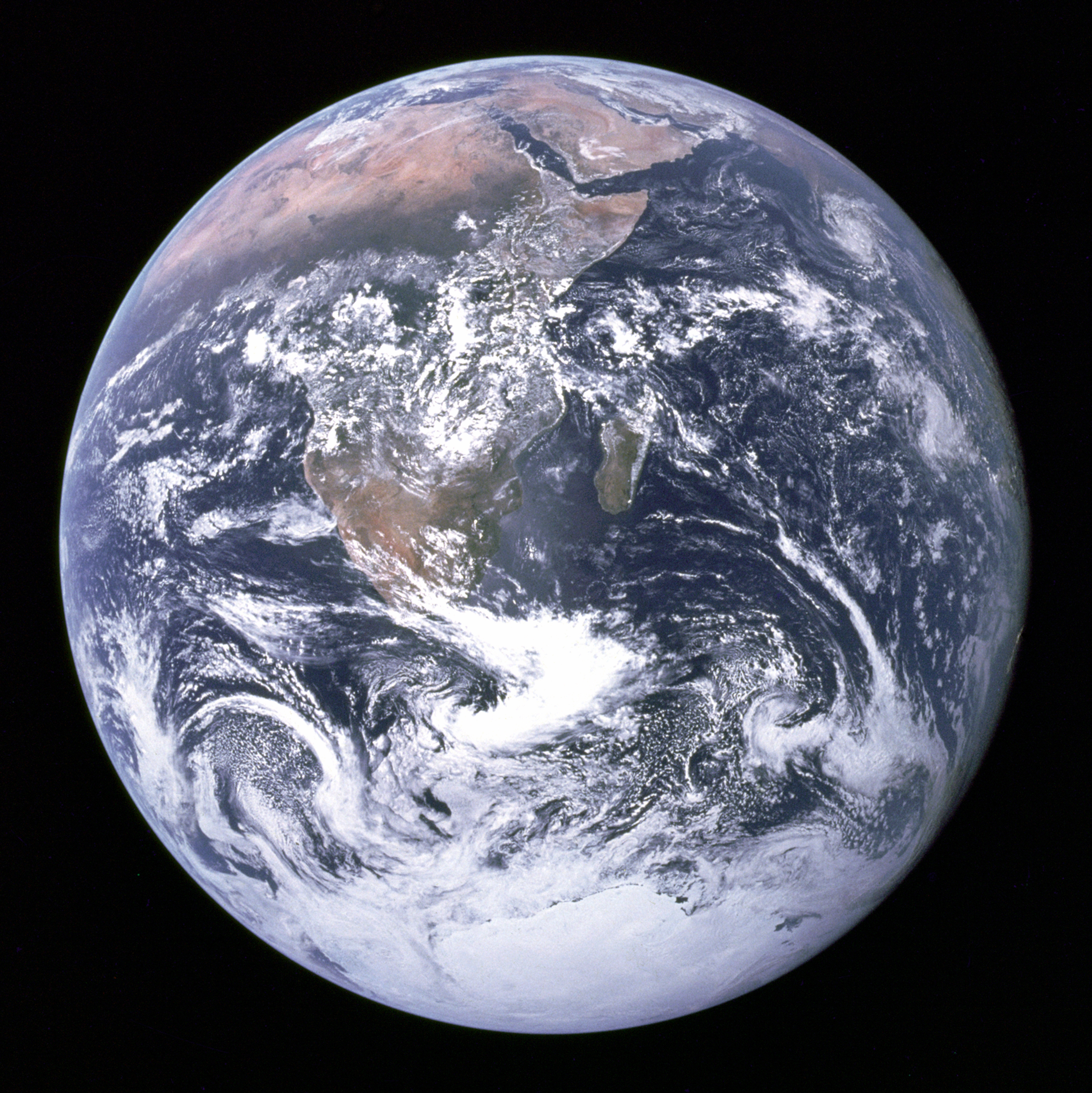
صورة الگُلَّة (البلية) الزرقاء الشهيرة التي تعتبر أول صورة لمنظر الأرض الكامل. إلتُقطت الصورة في 7 كانون الأوَّل (ديسمبر) 1972 بواسطة طاقم مركبة الفضاء الأمريكيَّة أپولو 17 عند مغادرتهم مدار الأرض لِلقمر من على بعد حوالي 29,000 كيلومتر عن سطح الأرض. إلتقط الطاقم صورة الكوكب الأزرق بِشكلٍ مُتقنٍ حيثُ كانت الشمس من ورائهم وهو ما سمح بِإضائة مُمتازة لِكوكب الأرض، حيثُ تظهر أفريقيا، والقارَّة القطبيَّة الجنوبيَّة (أنتاركتيكا) وشبه الجزيرة العربيَّة.

## اقرأ أيضاً
- غطاء جليدي
- تضاريس جليدية
- صفيحة جليدية